# 黃復生

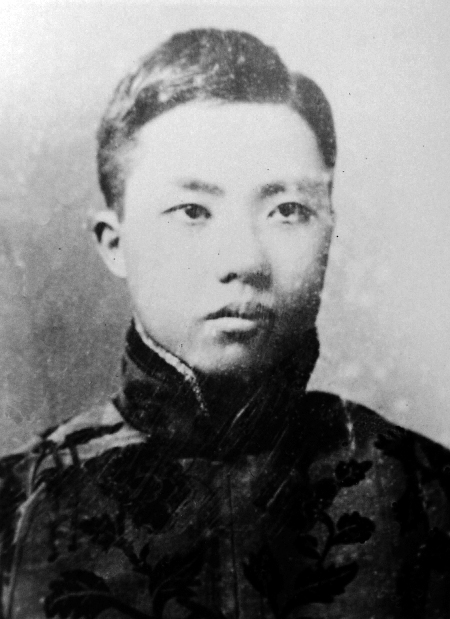
黃復生

黃復生（1883年—1948年10月1日），原名樹中，字明玉，一字理君，四川隆昌龍市鎮人。中国民主革命家，中华民国政治人物。

## 生平
黃復生毕业于泸州川南经纬学堂。清光绪卅年（1904年），黃復生赴日本留学，学习工业。清光绪卅一年（1905年），加入中国同盟会，后曾任中国同盟会四川分会会长，兼《民报》经理。清宣统二年（1910年）春，与喻培伦等在北京预谋炸死摄政王载沣，事泄被捕。1911年武昌起义后，同汪兆銘、罗世勋均获释，参加京津同盟会分会。
南京临时参议院成立后，黃復生任议员，并兼任南京临时政府印铸局长。1917年，参加护法运动，曾代理过四川省省长。后任川东道尹、靖国军援鄂第一路总司令。1926年，当选中国国民党第二届中央执行委员，后曾任国民政府立法院立法委员、總統府国策顾问等职。
1927年，蔣介石發動清党后，黃復生不與蔣介石合作。此後，黃復生由中国国民党中央执行委员降到委員，又降為國民政府委員。1936年，因中風而半身不遂。中华民国总统府成立后，1948年被特聘为總統府国策顾问。1946年，病重的黃復生在重慶成立「辛亥革命同志聯誼會」，以維護孫中山的三民主義，反對內戰，實現和平。该會會員将近百人。1948年10月1日，黃復生病逝，終年66歲。「辛亥革命同志聯誼會」隨之瓦解。